# Epocheclipse
Epocheclipse – kompilacja utworów Hawkwind wydana w 1999 roku przez EMI. Kompilacja ukazała się w dwóch wersjach: w trzypłytowej Epocheclipse - 30 Year Anthology i jednopłytowej Epocheclipse - The Ultimate Best Of.

## Spis utworów

### Epocheclipse - 30 Year Anthology
cd 1 (75:38):
1. „Hurry on sundown” - 5:02
2. „Paranoia” (part 2) - 4:08
3. „Master of the Universe” - 6:07
4. „Children of the Sun” - 3:04
5. „Silver machine” (original single version) - 4:37
6. „Seven by seven” (original single version) - 5:22
7. „Brainstorm” - 11:30
8. „Space is deep” - 6:16
9. „Urban guerilla” - 3:38
10. „Brainbox pollution” - 5:40
11. „Sonic attack” - 2:51
12. „Orgone accumulator” (live) - 9:59
13. „Lost Johnny” - 3:31
14. „Psychedelic warlords” (single edit) - 3:53

cd 2 (77:46):
1. „Motorhead” - 3:04
2. „Assault and battery” (part 1) - 5:36
3. „Golden void” (part 2) - 4:35
4. „Magnu” - 8:22
5. „Kerb crawler” - 3:45
6. „Steppenwolf” - 9:31
7. „Back on the streets” - 2:56
8. „Quark strangeness & charm” - 3:41
9. „Hassan I Shaba” - 5:21
10. „Spirit of the age” - 7:20
11. „Psi power” - 6:06
12. „25 years” (12” remix) - 3:27
13. „High rise” - 4:36
14. „Death trap” - 3:47
15. „Uncle Sams on Mars” - 5:39

cd 3 (77:52):
1. „Shot down in the night” (live single version) - 4:32
2. „Motorway city” - 6:43
3. „Levitation” - 5:47
4. „Angels of death” - 5:34
5. „Coded languages” - 4:45
6. „Some people never die” - 3:52
7. „Choose your masques” - 5:32
8. „Night of the hawks” - 5:05
9. „Needle gun” - 4:08
10. „The war I survived” - 5:22
11. „Black elk speaks” - 5:07
12. „Right to decide” - 4:19
13. „Sputnik stan” - 7:03
14. „Love in Space” - 4:45
15. „Silver machine (infected by THE SCOURAGE OF THE EARTH)” - 5:18

### Epocheclipse - The Ultimate Best Of
1. „Silver machine”
2. „Master of the Universe”
3. „Urban guerilla”
4. „Sonic attack”
5. „Psychedelic warlords” (single edit)
6. „Assault and battery” (part 1)
7. „Motorhead”
8. „Back on the streets”
9. „Quark strangeness & charm”
10. „25 years” (12” remix)
11. „Motorway city”
12. „Angels of death” (single edit)
13. „Night of the hawks”
14. „Needle gun”
15. „Right to decide”
16. „Alien I am” (Roswell edit)
17. „Love in Space”